# آنا کولیسکف
آنا کولیسکف (به انگلیسی: Anna Kuliscioff) (به روسی: Анна Кулишёва) (همچنین به نام‌های آنا کولیشکی‌اف، کولیسکی‌اف) (متولد ۹ ژانویه ۱۸۵۷، درگذشت ۲۷ دسامبر ۱۹۲۵) یهودی روس تبار انقلابی و یکی از برجسته‌ترین فمینیست‌ها و آنارشیست‌های بود که بر روی میخائیل باکونین و سرانجام بر کشمکش سوسیال مارکسیستی تأثیر گذاشت. او بیشتر در ایتالیا فعال بود؛ جایی که او به عنوان اولین زن فارغ‌التحصیلی پزشکی شناخته شده است.
به دنبال تعقیب و آزار و اذیت نویسندگان روس، کولیش‌کف به پاریس پناهنده شد، جایی که او با آنارشیست ایتالیاییی، آندره کوستا، همسر اولش آشنا گشت. بعد از گذراندن دوران تبعید در فرانسه، او به سال ۱۸۷۸ به ایتالیا بازگشت و ویراستار مجله Critica Sociale، یکی از بزرگترین مجله‌های مارکسیستی در ۱۸۹۱ بود. فعالیت‌های او از جمله حق رای زنان، باعث شد که او چندین بار دادگاهی و زندانی شود.
نگاه او بر رو مارکسیسم بر روی فیلیپو توراتی، که بعدها همسرش شد، تأثیر گذاشته است.

## برخی از آثارش
- Il monopolio dell'uomo: conferenza tenuta nel circolo filologico milanese, Milán, Critica sociale, 1894. (ایتالیایی)
- A. Kuliscioff, F. Turati, Il voto alle donne: polemica in famiglia per la propaganda del suffragio universale in Italia, Milán, Uffici della critica sociale, 1910. (ایتالیایی)
- Proletariato femminile e Partito socialista: relazione al Congresso nazionale socialista 1910, Milán, Critica sociale, 1910. (ایتالیایی)
- Donne proletarie, a voi... : per il suffragio femminile, Milán, Società editrice Avanti!, 1913. (ایتالیایی)
- Lettere d'amore a Andrea Costa, 1880-1909, Milán, Feltrinelli, 1976. (ایتالیایی)